# Seventh Heaven (Kalafinaのアルバム)
『Seventh Heaven』（セブンス・ヘブン）は、Kalafinaの1枚目のオリジナルアルバム。2009年3月4日にSME Recordsから発売された。

## 概要
劇場版アニメ『空の境界』全七章の主題歌を収録している。初回限定盤（SECL-763）・通常盤（SECL-765）の2種リリースで、期間限定盤にはライブ映像を収録したDVDや「oblivious」、「君が光に変えて行く」、「傷跡」、「ARIA」のライブバージョンおよび『空の境界』原作者の奈須きのこによる、主題歌7曲についての寄稿、豪華ブックレットが収録されている。
特典の付属する4枚目のシングル『Lacrimosa』と同時発売で、同シングルとの同時購入特典も用意された。なお、期間限定盤は2009年4月末までの特殊パッケージ仕様となっている。

## 収録曲
（全作詞・作曲・編曲：梶浦由記）

### 通常盤・期間限定盤共通 (CD)
1. overture [1:35]
  - 「seventh heaven」の一部音源が使用されている。
2. oblivious [4:22]
  - 『空の境界 第一章 俯瞰風景』主題歌。
3. love come down [4:44]
4. 夏の林檎 [4:03]
5. fairytale [5:13]
  - 作詞：梶浦由記・奈須きのこ
  - 『空の境界 第六章 忘却録音』主題歌。
6. ARIA [5:24]
  - 『空の境界 第四章 伽藍の洞』主題歌。
7. また風が強くなった [4:57]
8. 傷跡 [4:40]
  - 『空の境界 第三章 痛覚残留』主題歌。
9. serenato [4:53]
10. 音楽 [5:38]
11. 明日の景色 [5:25]
12. sprinter [5:05]
  - 『空の境界 第五章 矛盾螺旋』主題歌。
13. 君が光に変えて行く [4:43]
  - 『空の境界 第二章 殺人考察（前）』主題歌。
14. seventh heaven [6:12]
  - 『空の境界 第七章 殺人考察（後）』主題歌。
  - 表題曲。タイアップの前半に当たる「君が光に変えて行く」の続編を意識した歌詞になっている。また曲の一部に「Re/oblivious」収録の「finale」と類似した部分がある。

### 期間限定盤 (DVD)
- ライブ映像などを収録したDVD

1. oblivious（LIVE）
2. 君が光に変えて行く（LIVE）
3. 傷跡（LIVE）
4. ARIA（LIVE）
5. sprinter（VIDEO CLIP）
6. fairytale（VIDEO CLIP）
7. seventh heaven（VIDEO CLIP）